# Psychotria aurantibractea
Psychotria aurantibractea är en måreväxtart som beskrevs av Charlotte M. Taylor. Psychotria aurantibractea ingår i släktet Psychotria och familjen måreväxter. Inga underarter finns listade i Catalogue of Life.